# Soleczniki
Soleczniki (lit. Šalčininkai) – miasto na Litwie, 45 km na południe od Wilna, nad Solczą. Leży przy granicy z Białorusią. Ludność: 6,8 tys. mieszkańców (2023). Siedziba rejonu solecznickiego.
Znane jest już od XIII wieku. Prawa miejskie otrzymało w 1956 r. Soleczniki to jedno z większych skupisk Polaków na Litwie.

## Dane administracyjne
Siedziba władz rejonu Soleczniki, miasto w odległości 45 km od Wilna przy szosie Wilno – Lida o powierzchni 2,98 km². Soleczniki leżą na Równinie Lidzkiej, nad rzeką Solczą (dopływ Mereczanki). Miasto Soleczniki zamieszkuje 6841 osób, z których 72% stanowią Polacy, 13% Litwini, 7% Rosjanie, 4% Białorusini, 1% Ukraińcy, 3% przedstawiciele innych narodowości.
We wsi Tartak znajdował się przystanek kolejowy Soleczniki, położony na linii Wilno – Lida.
Miasto partnerskie: Nowego Miasta Lubawskiego, Lublińca, Łowicza, Płońska, Żnina, Tarnowa Podgórnego, Połańca, Kaźmierza, Chocza, Luzina, Świdnika, Barczewa, Wschowy, Szczytna i Kadzidła.

## Historia miasta
Soleczniki w przeszłości były nazywane Solecznikami Wielkimi w odróżnieniu od niedaleko położonych Solecznik Małych. Początki Solecznik sięgają XIII wieku (w źródłach krzyżackich zanotowano Salsniken lub Saletzniken). W kronice Piotra z Dusburga (?–1326) zostały wymienione w 1311 roku, kiedy to „wielki komtur Henryk z 150 rycerstwem wojskiem potężnym i 2 tys. piechoty zdobył osadę zwaną Salseninken i zniszczył ją ogniem i zrabował”. Jego wojsko zdobyło wielkie łupy, a 700 jeńców wzięło do niewoli. Napady krzyżackie oraz inflanckiej gałęzi zakonu krzyżackiego powtarzały się w latach 1378, 1382 i 1394.
W 1431 roku Aleksander Montold (Montowt), herbu Topór był (wojewodą) starostą solecznickim. Od XIV w. miejscowość należała do Hlebowiczów. Około 1410 roku zbudowano pierwszy kościół katolicki.
Po unii horodelskiej pojawili się w Krakowie studenci z Litwy, m.in. z Solecznik. W lecie 1493 roku w dokumentach tej sławnej akademii wymieniany jest bakałarz Stanisław de Zolocznyky (z Solecznik). W historii znany jest Mikołaj Dzierzkowicz z Solecznik (ok. 1427–1467), kustosz krakowski, prepozyt wileński, sekretarz króla Kazimierza Jagiellończyka (1451), od 1453 roku biskup wileński. Od 1531 r. Soleczniki należały do Jerzego Radziwiłła (1480–1541), kasztelana wileńskiego, hetmana wielkiego litewskiego.
W 1523 roku Jan i Anna Hlebowiczowie zapisali swoje dobra na rzecz tutejszej parafii, podobnie uczynił w 1622 roku Iwan (Jan) Alfons Lacki, podkomorzy wileński. Za Hlebowiczów w Solecznikach istniała kaplica protestancka oraz żydowski dom modlitwy. Były tutaj też huta szkła, młyn i liczne gorzelnie. W 1655 roku wojska moskiewskie zdobyły i zniszczyły Soleczniki. Podczas wojny 1812 r. wojska napoleońskie zniszczyły miasteczko, potem przyszła zaraza.
W początkach XIX w. trakt do Wilna często przemierzał Adam Mickiewicz. W XIX wieku istniała tu poczta konna i listowa (dziś budynek banku przy ulicy Wileńskiej). Podróż z Solecznik do Wilna zajmowała 6 godzin. Stacja pocztowa znajdowała się również w Jaszunach. Od 1818 roku proboszczem w Solecznikach był ksiądz Paweł Hrynaszkiewicz, siostrzeniec ks. Józefa Mickiewicza (u niego przebywał, ucząc się Wilnie, Adam Mickiewicz, który  w okolicy Solecznik  zaobserwował  obrzęd Dziadów). Ksiądz Paweł był starszy od Adama, studiował na Uniwersytecie Wileńskim, później był prefektem przy kościele uniwersyteckim. Poetę musiały z nim łączyć szczególne związki duchowe, czego świadectwem był nieoczekiwany wyjazd z Wilna do Solecznik w wigilię świąt Bożego Narodzenia 1818 roku. „U księdza Pawła Hrynaszkiewicza w Solecznikach Adam był także latem 1821 r.” – pisze A. A. Bajor. Tu miał się też dowiedzieć, że Maryla po zamążpójściu za hrabiego Puttkamera, zamieszkała w Bolciennikach, które leżą „o milę stąd”.
W 1823 r. Soleczniki nabyli Karol Ferdynand Wagner h. Lew (ur. 18 stycznia 1786), syn Marcina, prezydenta sądów apelacyjnych w Wilnie, królewskiego aptekarza i dowódcy oddziałów kosynierów w insurekcji kościuszkowskiej i jego żona Anna z Feldmanów h. Drewica. Za majątek ten Wagnerowie zapłacili 35 tys. rubli. Karol Ferdynand Wagner kształcił się w gimnazjum, a potem na uniwersytecie w Wilnie, gdzie ukończył filozofię. W 1812 roku został mianowany adiutantem-majorem w 1819 roku został prezydentem kolegium ewangelickiego.
Karol F. Wagner osiedlając się w Solecznikach, zbudował w nich kaplicę i wystawił przy niej pomnik z kamienia, poświęcony pamięci brata Michała, oficera wojsk Wielkiego Księstwa Litewskiego, który poległ w boju pod Widzami w okręgu brasławskim w maju 1812 r. Właściciel Solecznik prowadził ożywioną działalność polityczną. W latach 1826–1829 był więziony w Pietropawłowsku, było to spowodowane wydarzeniami 1825–1826 roku. Po 1831 roku był zesłany na dwa lata do Woroneża. Umierając, 25 grudnia 1863 r., uniknął zesłania na Sybir. Był członkiem lóż masońskich, organizował prace cesarskiego Towarzystwa Lekarskiego.
Jeszcze przed nabyciem majątku wielkosolecznickego, Karol Wagner kupił od Druckich-Sokolińskich ich rodowe gniazdo Sokleńszczyznę z dworem i starym parkiem, potem zostały od Radziwiłłów kupione Gudełki. Dopiero wtedy przeniósł się do Solecznik. Po śmierci Karola Ferdynanda Wagnera majątkiem solecznickim zaczął zarządzać jego syn Olgierd (ur. 22 marca 1819, zm. 23 marca 1891), wykształcony w Heidelbergu, ożeniony z Hannetą Jankowską. Brał udział w wydziale wykonawczym powstania, kilkakrotnie aresztowany, ostatecznie zwolniony z braku dowodów. Wagnerowie mieli pięcioro dzieci: syna Witolda i cztery córki (Annę zam. Święcicką, Marię zam. Dmochowską, Wandę zam. Jeleńską i Zofię zam. Houwaltową).
W czasie powstania styczniowego mieszkańcy Solecznik i okolic brali czynny udział, walcząc w szeregach m.in. oddziału Ludwika Narbutta.
Po zniesieniu pańszczyzny w 1861 r. Soleczniki rozwijały się w szybkim tempie, lecz nie było tu żadnej szkoły. Mieszkańcy narodowości żydowskiej swoje dzieci uczyli przy domach modlitwy, a natomiast bogaci mieszczanie najmowali prywatnych nauczycieli. Niektóre dzieci w szkolnym wieku jeździły uczyć się do Małych Solecznik, a większość w ogóle nie pobierała nauki.
W 1866 roku na terenie parafii solecznickiej było 20 folwarków, 4 okolice, 15 zaścianków i 33 wsie. W 1866 roku w miasteczku było 31 domów, 459 mieszkańców, w tym 316 katolików, 134 żydów i 9 prawosławnych, działały huta szkła, papiernia, młyn, gorzelnia i poczta.
Olgierd Wagner dorównywał swoją aktywnością swemu ojcu Karolowi. Gdy stał się pełnoprawnym właścicielem majątku, imperium rosyjskie przystąpiło do likwidacji pańszczyzny. W pierwszej fazie reformy Wagnerom zabrakło rąk do pracy i pieniędzy. W tej sytuacji Olgierd zaczął gospodarować według nowych metod: zatroszczył się o najemnych robotników, budując dla nich domy i wydzielając im działki ogrodowe i pastwiska. Przystąpił do organizowania przemysłu rolno spożywczego (np. w 1870 r. uruchomił gorzelnię). Po spłaceniu czterech zamężnych córek Olgierd, wspólnie z pomagającym mu synem Witoldem Marcinem (1844–1906) – rozpoczął budowę pałacu. Budowa została zakończona w 1880 r. Urządzanie wnętrz pałacowych i otoczenia trwało do wybuchu I wojny światowej. Witold Wagner żonaty z Heleną Ziemacką ukończył studia we Wrocławiu. Po skończeniu studiów zajął się gospodarstwem stawiając Soleczniki i Sokoleńsczyznę na bardzo wysokim poziomie. Dbał też o pracowników, posyłając niektórych do zakładów rolniczych i ogrodniczych na swój koszt. Założył też w swoich dobrach trzy szkoły.

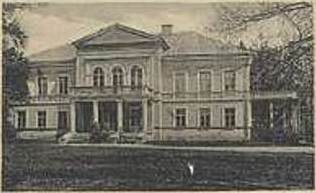
Pałacyk Wagnerów ok. 1915 r.

W 1914 roku solecznickie dobra podzielone zostały pomiędzy dwóch synów Witolda Wagnera. Witoldowi jun. przypadły Gudełki i dom w Wilnie, a Karol otrzymał Soleczniki, Sokoleńsczyznę i Raczków z należącymi doń folwarkami. W okresie międzywojennym, gdy dziedzicem Solecznik był Karol Wagner (1880–1956), jego pałac należał do najlepiej utrzymanych siedzib ziemiańskich na Wileńszczyźnie. Karol szczycił się osiągnięciami swojego gospodarstwa. Było ono zwiedzane przez liczne wycieczki krajowe i zagraniczne. Karol Wagner (ur. Soleczniki Wielkie 26 maja 1880, zm. w Glasgow 28 grudnia 1956) był dwukrotnie żonaty: najpierw z Elżbietą Potocką (1930) córką Tomasza z Zypl, a później z Haliną Siedlecką.
W 1882 roku zbudowana została kolej żelazna łącząca Wilno z Lidą.
Na początku XX w. mieszkańcy dzisiejszego rejonu solecznickiego rozmawiali po polsku i nabożeństwa były odprawiane wyłącznie w języku polskim. W 1913 r. w miasteczku rozpoczęła działalność pierwsza szkoła.
Na początku 1919 roku Soleczniki zostały zajęte przez bolszewików. 17 kwietnia 1919 roku o godzinie 21:00 1. Brygada Jazdy Wojska Polskiego pod dowództwem mjr. Władysława Beliny-Prażmowskiego zajęła Wielkie Soleczniki bez walki. Dokonano tego w trakcie ofensywy przeciwko bolszewikom, której celem było odbicie z ich rąk Wilna. Miejscowa polska ludność przyjęła kawalerzystów entuzjastycznie.
Po odzyskaniu niepodległości przez Polskę Soleczniki znalazły się w jej granicach, w 1929 roku mieszkało tu 587 osób.
Za czasów Wagnerów majątek solecznicki słynął ze wzorowego i nowocześnie prowadzonego gospodarstwa rolnego. Odbywały się tu liczne pokazy, prezentacje i wystawy. Ten fakt zdecydował, iż nie został poddany parcelacji w myśl ustawy o reformie rolnej z grudnia 1925 roku. Przed 1940 rokiem majątek Wagnerów w Solecznikach liczył 2 tys. hektarów. Oto co napisał w swoich reportażach pt. „Kraj lat dziecinnych” z lat 1936–1937 o majątku solecznickim Melchior Wańkowicz:
u pana Karola Wagnera [….] zobaczyłem największą w Polsce, a może w Europie, chlewnię, produkującą rocznie tysiąc trzysta tuczników (nie bekonów!), drenaż całkowity, łąki w trzech czwartych zmelioryzowane, trzysta pięćdziesiąt krów o produkcji mleka, która w tym roku sięgnie osiemset tysięcy litrów, a największa w Polsce wytwórnia sera szwajcarskiego pokrywa niemal w całości zapotrzebowanie Warszawy. Zamiast egzotyki zaprodukowano mi wykresy, w których różne kolory barw oddają temperaturę zmagań z kryzysem, spadek dochodowości wynagradzają przechodzeniem na fabrykaty.

### II wojna światowa
W 1939 roku w Solecznikach zamieszkiwało 4844 osób. Ostatnim administratorem majątku był Józef Szafiroński. Po wybuchu II wojny światowej Wagnerowie wyjechali do Anglii.
W październiku 1939 r. Soleczniki zostały odłączone od państwa polskiego i wcielone do sowieckiej Białorusi, a następnie przekazane Litwie.
W Solecznikach stacjonowały oddziały sowieckie – w październiku 1939 r. w majątku kwaterowało dowództwo sowieckiego 15 korpusu pancernego. W okresie okupacji niemieckiej w Solecznikach stacjonowała załoga niemiecka. Proboszczem parafii solecznickiej był ks. Antoni Udalski, zamordowany przez Niemców w 1943 r. (razem z ks. Zygmuntem Miłkowskim, proboszczem Wiszniewa). Wcześniej ks. Udalski był proboszczem w Wołożynie, jednak w związku z trudnościami wyjechał z Wołożyna i objął parafię Soleczniki. Tu jednak litewska „Sauguma” aresztowała go i umieściła w więzieniu na Łukiszkach w Wilnie. Stąd wywieziony do Wołożyna i tu został rozstrzelany. Wiele faktów wskazuje na to, że przyczyną jego śmierci była pomoc jaką niósł w ratowaniu Żydów.
W 1942 roku w Solecznikach mieszkały 733 osoby, a w majątku 266. Według spisu z 27 maja 1942 roku Polacy stanowili 77,8% mieszkańców solecznickiej gminy. Soleczniki poniosły duże straty w czasie II wojny światowej, zmniejszyła się liczba mieszkańców.

### Okres powojenny
Prawa miejskie uzyskały Soleczniki w 1956 roku. Zwrotnym momentem w historii miasta był rok 1972, kiedy to z Ejszyszek do Solecznik przeniesiono ośrodek rejonu. Wiązało się to z rozbudową miasta, zarówno osiedli mieszkaniowych, jak i infrastruktury. Powstały nowe obiekty: szkoły, bursy, żłobek, przedszkole, dom kultury, apteka, zajezdnia samochodowa, restauracja, gmach samorządu, przebudowano kino.

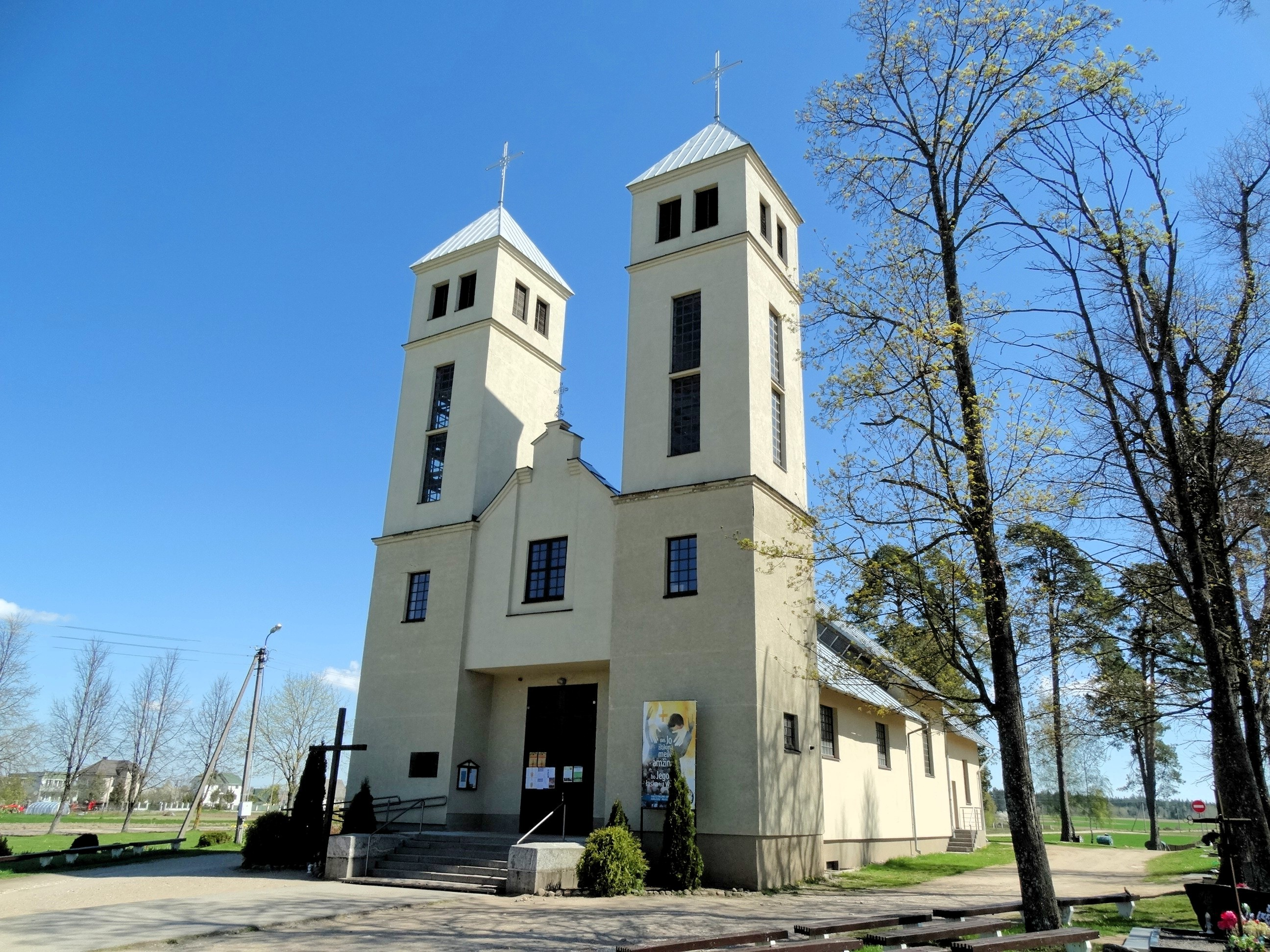
Kościół św. Piotra

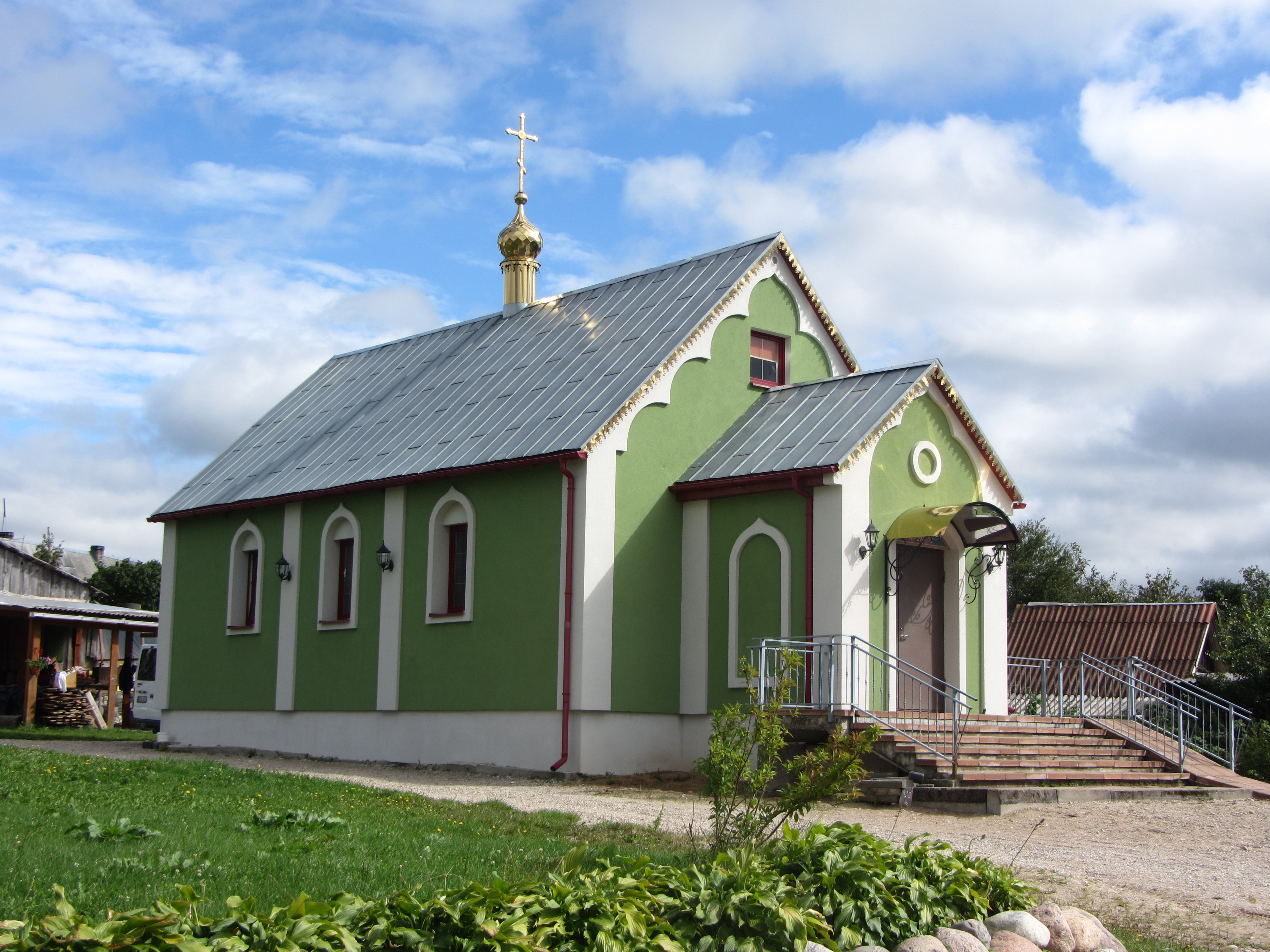
Kaplica prawosławna pw. św. Tichona

Kościół parafialny pw. św. Piotra, położony dziś jest poza centrum miasta, przy drodze do dawnego folwarku Sokoleńszczyzna. Historia kościoła katolickiego pod wezwaniem Świętego Piotra Apostoła rozpoczyna się w Solecznikach, po chrzcie Litwy w 1387 roku, kiedy powstała tu parafia (na podstawie aktu Władysława Jagiełły i Skirgiełły), włączona do dekanatu raduńskiego. Za czasów Hlebowiczów, solecznicki kościół został obdarowany. Ten najwcześniejszy kościół solecznicki usytuowany był w centrum miasta, na miejscu obecnego przystanku autobusowego, i został zniszczony w czasie II wojny światowej. W Solecznikach istniały: kaplica protestancka oraz żydowski dom modlitwy. Od 1996 r. w mieście działa parafia prawosławna pw. św. Tichona, posiadająca własną kaplicę.

### Cmentarz Solecznik

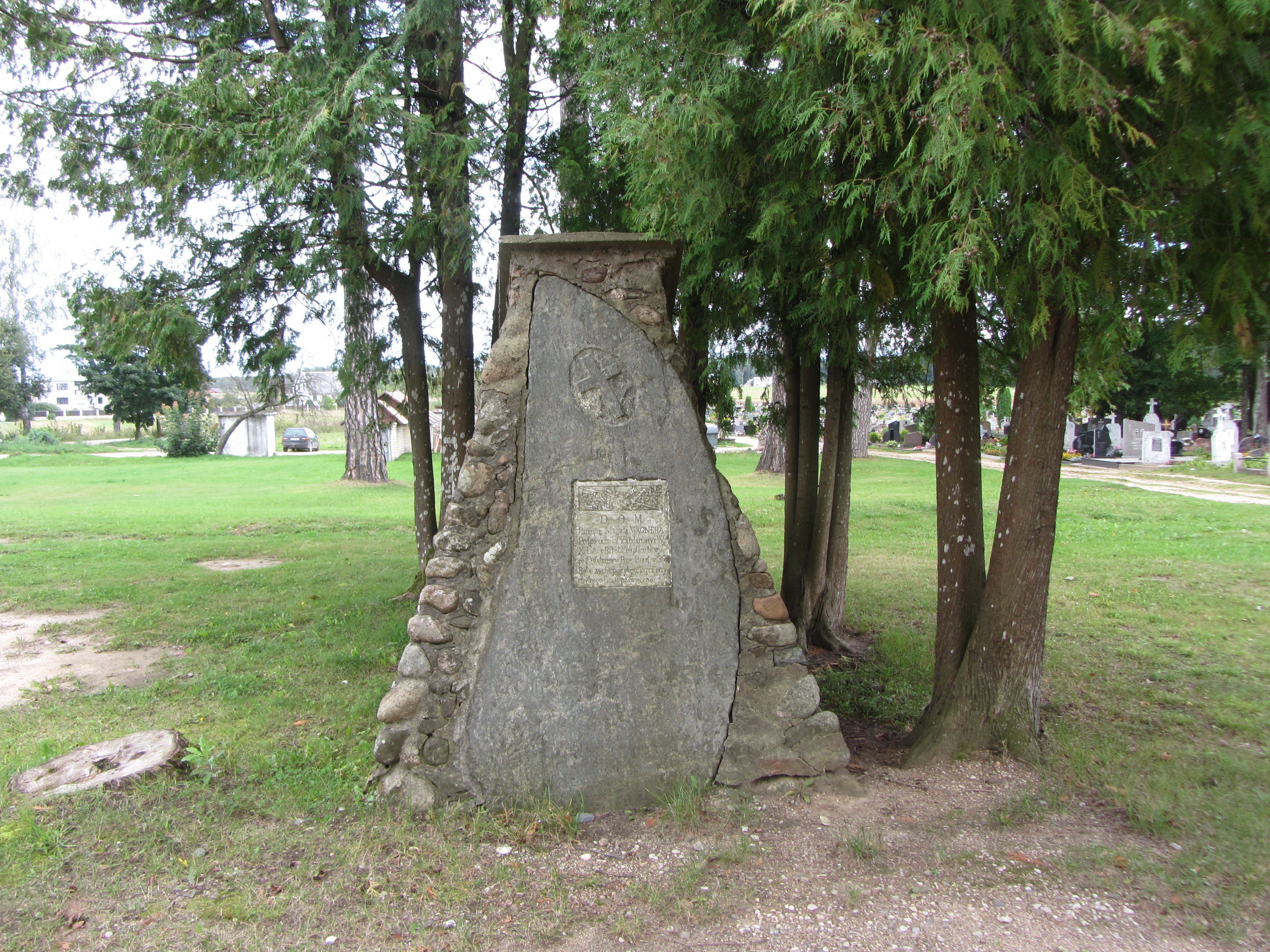
Pomnik upamiętniający Michała Wagnera

Na miejscowym cmentarzu pochowani zostali nie tylko byli właściciele majątku – Wagnerowie, ale też wiele zasłużonych dla Solecznik osobistości. Na stojącym obok kościoła grobowym kamiennym obelisku widnieje napis: Ku pamięci Michała Wagnera, oficera wojsk Wielkiego Księstwa Litewskiego. Poległ on na polu pod Widzami, okręgu Brasł (Brasławskim – przyp. aut.) w maju 1812 roku w wieku 25 lat. Poświęca kochający brat.

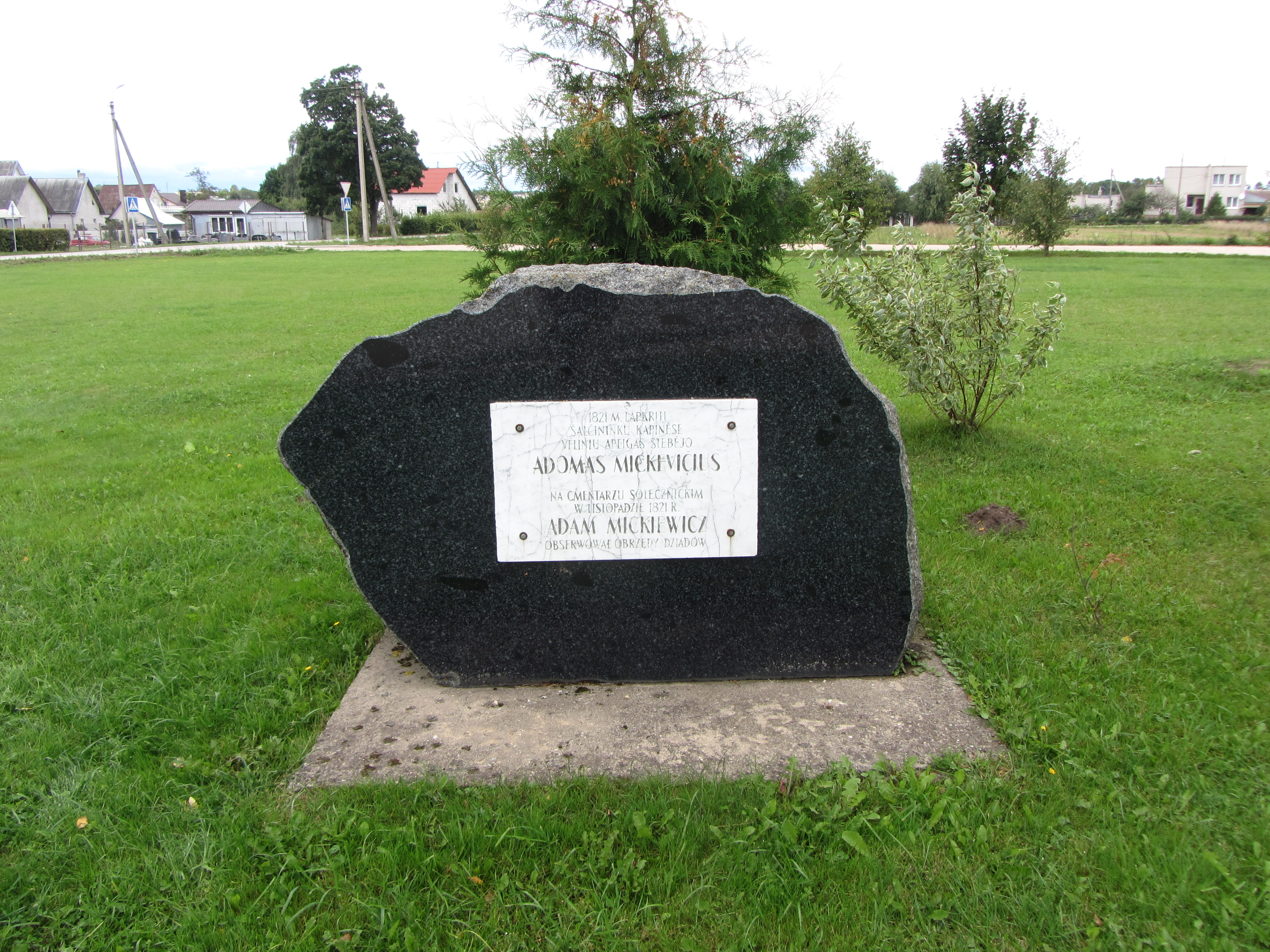
Kamień upamiętniający pobyt Adama Mickiewicza w Solecznikach

Na solecznickim cmentarzu 2 listopada 1821 roku, będąc w gościnie u zaprzyjaźnionego księdza, Adam Mickiewicz obserwował obrzęd Dziadów, który później przedstawił w słynnym dramacie. W roku 1998 w miejscowym kościele została odsłonięta tablica upamiętniająca ten fakt, a w 2004 roku położono głaz z pamiątkową tablicą. W 1986 roku na miejscu kaplicy, opodal cmentarza rozpoczęto budowę niewielkiego kościoła murowanego. Dawniej w tym miejscu stała kaplica Wagnerów i w niej byli chowani członkowie tej rodziny. W 1990 roku wzniesiono dzwonnicę.
W parafii pracował ks. Paweł Bekisz (1898–1984). W latach dziewięćdziesiątych XX w. proboszczem był ks. Józef Narkun, później ks. prałat Jan Kasiukiewicz, następnie ks. Witold Zuzo.
W skład parafii wchodzi kościół i trzy kaplice (kościół w Solecznikach, kaplica w solecznickim szpitalu, w domu starców w Czużekompiach oraz w Okolicy (Sangiełowszczyzna)). W parafii funkcjonują: ruch Światło-Życie, ruch Rodzin Nazaretańskich i kółka różańcowe. Moderatorem jest ks. Zdzisław Bochniak. Działają chóry: dziecięcy, młodzieżowy i dorosłych. Młodzieżowy chór „Nadzieja” brał udział w niejednej imprezie nie tylko na Litwie, ale i w Polsce.

### Pamięć miasta

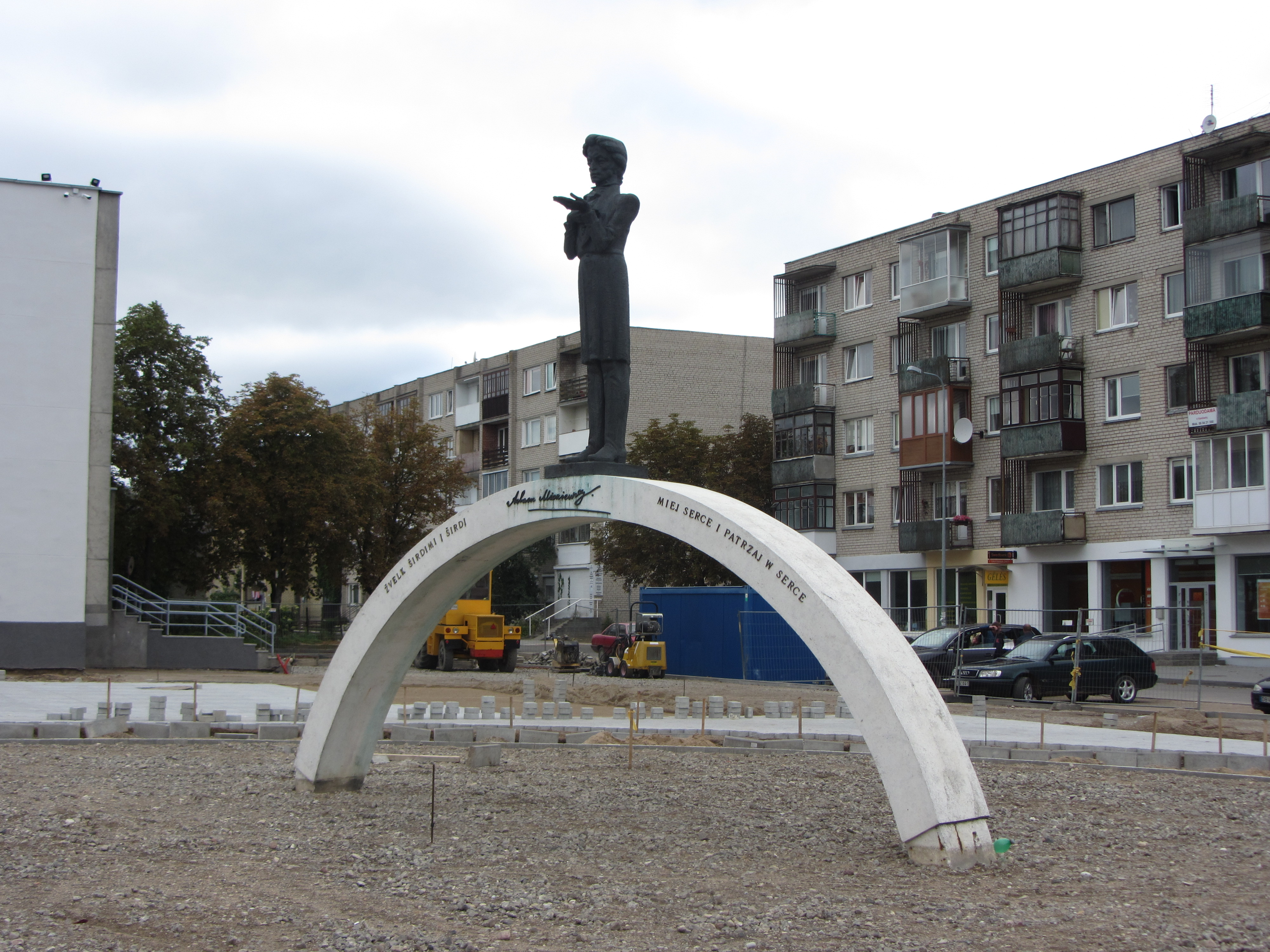
Pomnik Adama Mickiewicza

Od 21 grudnia 1998 roku centrum miasta zdobi pomnik Adama Mickiewicza, wzniesiony z okazji 200. rocznicy urodzin poety. Autorem projektu pomnika jest Bronius Vyšniauskas. Na pomniku zamieszczono słynny cytat Miej serce i patrzaj w serce po polsku i litewsku oraz autograf poety.

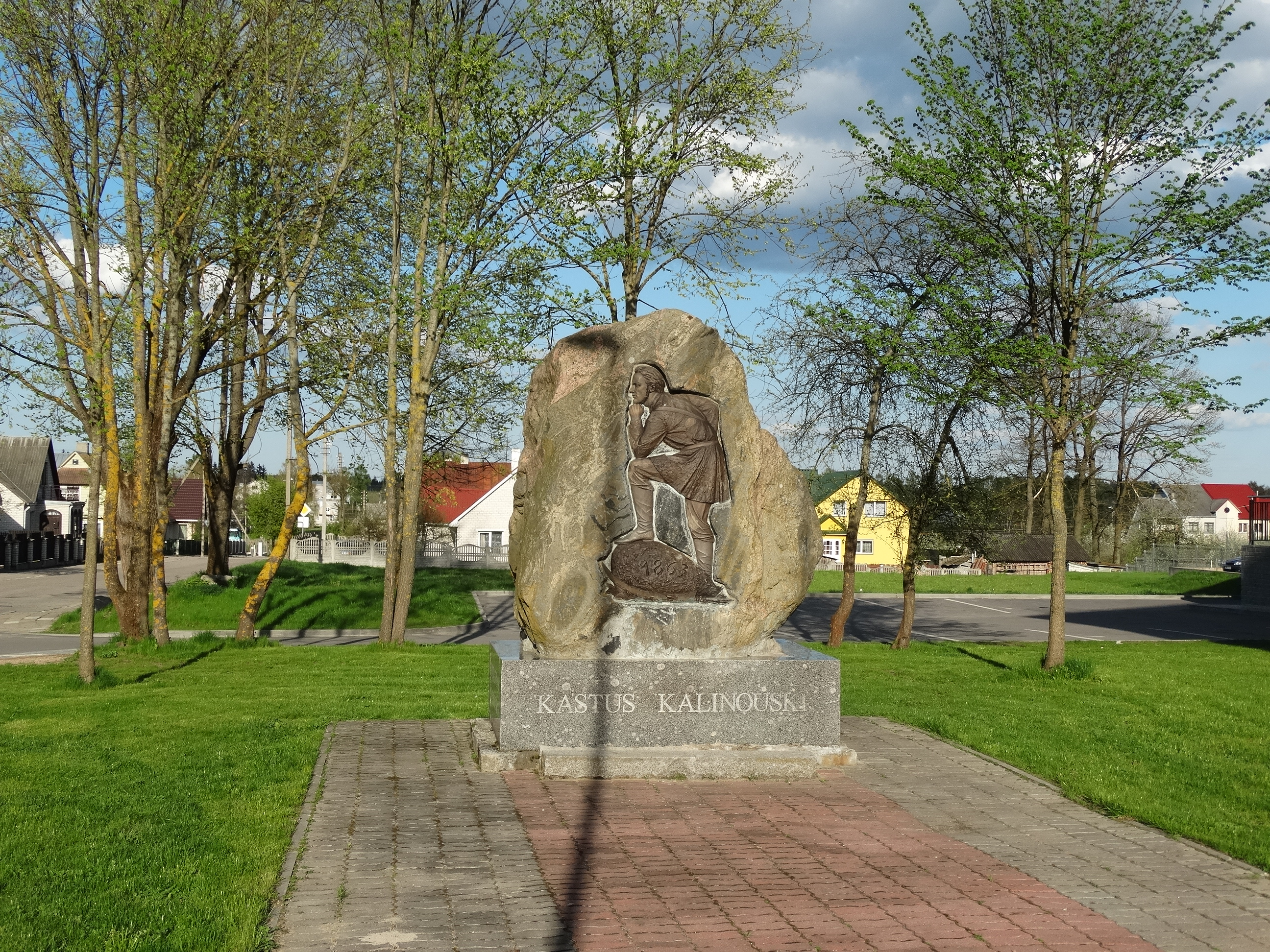
Pomnik Konstantego Kalinowskiego

19 listopada 1999 r. w Solecznikach odsłonięto także pomnik przywódcy powstania 1863 roku na Litwie i Białorusi, Konstantego Kalinowskiego (1838–1864). Na kamiennym postumencie ustawiono odlaną z brązu postać schylonego w zadumie powstańca, zaś u jego stóp leży złamana kosa – podstawowy oręż powstańców. Na pomniku imię Konstantego Kalinowskiego, bohatera trzech narodów zostało wypisane w trzech językach – po polsku, litewsku i białorusku – pismem łacińskim. Stracony w Wilnie w 1864 roku Konstanty Kalinowski walczył z zaborcą rosyjskim o wolność nie tylko Białorusinów. Autorem projektu był Walerian Januszkiewicz, a inicjatorem uczczenia pamięci Białoruskie Centrum Kultury w Solecznikach.

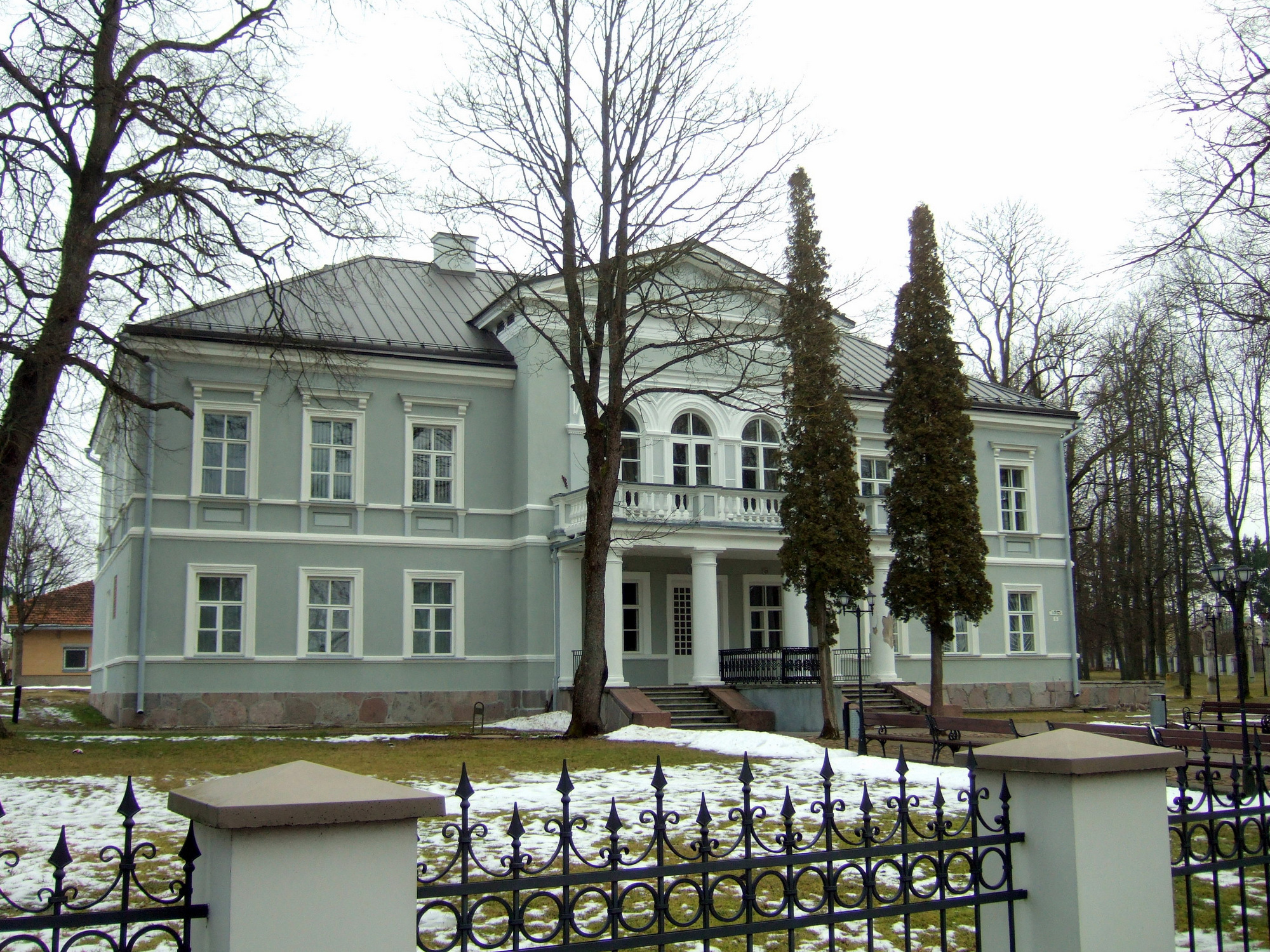
Pałacyk Wagnerów

Najlepiej prezentującym się zabytkiem rejonu jest pałacyk Wagnerów w Solecznikach, w którym dzisiaj mieści się Szkoła Sztuk Pięknych im. Stanisława Moniuszki, założona w 1974 roku. W źródłach dworek w Solecznikach wspominany jest od XIV wieku. Pałacyk wybudowano w 1880 r. w stylu neorenesansu i neoklasycyzmu, autorem projektu pałacu był architekt niemiecki Herzschold. Pałac został połączony ze starszym XVIII-wiecznym dworem, który pełnił rolę oficyny. Pałac to piętrowa budowla wzniesiona na planie prostokąta. W środkowej części dłuższych ścian występuje ryzalit, nieco podwyższony w stosunku do całej bryły, zwieńczony trójkątnym frontonem. Obok ryzalitu niski portyk o czterech kolumnach podpierających otoczony balustradą balkon. Do prawej elewacji szczytowej przylega większy 10-kolumnowy portyk, nad którym znajduje się obszerny taras. Oficyna, czyli dawny XVIII-wieczny dwór, jest połączona z pałacem krytym korytarzem. Na tylnej ścianie znajduje się ganek. Pałac ma skromną dekorację zewnętrzną: listwowe obramowania okien i prostokątne płyciny. Pod pałacem znajdują się sklepione piwnice. We wnętrzu pałacu zachowały się stiukowe ornamenty i kartusze oraz piece i kominki. Łącznie z oficyna pałac miał 46 pomieszczeń. W czasie II wojny światowej zostały zrabowane i zniszczone cenne zbiory rodziny Wagnerów: biblioteka, liczne dzieła sztuki. Po wojnie w pałacu mieściły się szpital i szkoła muzyczna. Godna uwagi jest tzw. „złota sala”. Przed pałacem znajduje się fontanna. Obecnie pałac jest restaurowany, co pozwala wierzyć, że będzie służyć jeszcze niejednemu pokoleniu solczan. Obok pałacu znajduje się park, założony przez Henriettę Wagnerową. Do parku prowadziły trzy aleje, dwie z nich obsadzone drzewami przez Karola Wagnera zaraz po kupieniu Solecznik.

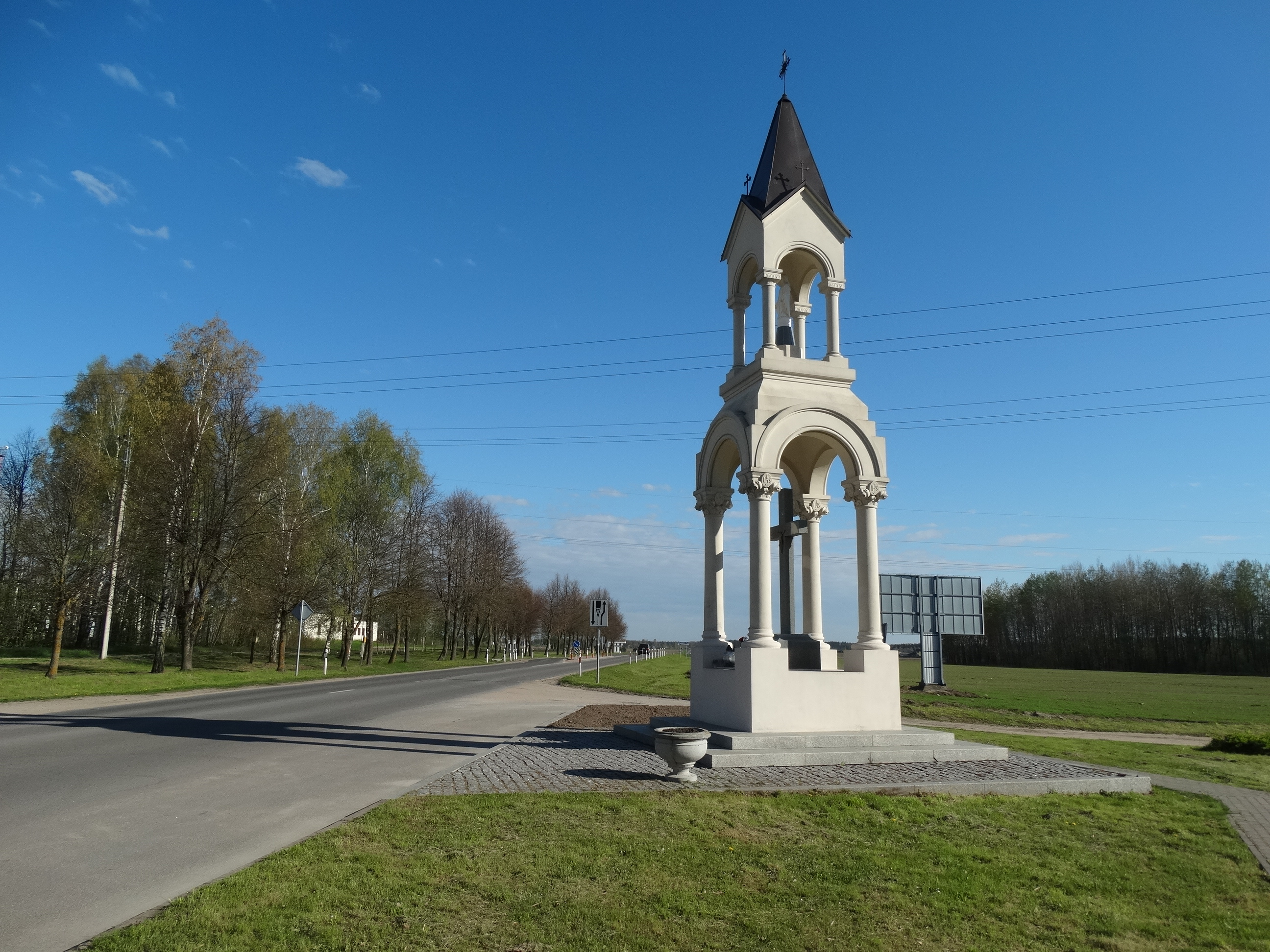
Kapliczka przydrożna z XVIII w.

Na obrzeżach miasta, przy trasie na Wilno, wznosi się murowana kaplica z końca XVIII wieku autorstwa polskiego architekta Wawrzyńca Gucewicza.
Solecznicka biblioteka publiczna założona w została w 1951 r. W 2002 r. biblioteka posiadała 26 filii w terenie. Księgozbiór to, książki w zdecydowanej większości w języku rosyjskim. Od 1956 roku biblioteka mieści się w Rejonowym Domu Kultury. W zasobach biblioteki rejonowej i jej 11 filii zgromadzono ponad 317 tys. książek i czasopism: (33% w języku litewskim, 15% w języku polskim, 50% języku rosyjskim). W samej bibliotece rejonowej jest 73 tys. książek. Biblioteka pełni rolę centrum informacyjnego i życia społecznego. W centrum w Solecznikach, działa teatrzyk lalkowy, można skorzystać z usług internetu. W Solecznikach znajduje się również Białoruskie Centrum Kulturalne.

## Symbole Solecznik
Soleczniki mają flagę i herb autorstwa plastyka Arvydasa Každailisa. Autor jest również twórcą powojennego herbu Wilna, powiatu wileńskiego, Ejszyszek itd. W składającym się z dwóch pól godle Solecznik w górnej części na granatowym tle zostały umieszczone klucze św. Piotra (złoty i srebrny), symbolizujące katolicką wiarę mieszkańców miasta. Klucze apostolskie w herbach miejskich często występują również jako symbol wolności. W większej, dolnej części herbu, na czerwonym tle jako symbol jedności i braterstwa mieszkańców wielonarodowościowego miasta zostały przedstawione trzy orzechy.

## Edukacja w Solecznikach

### Gimnazjum im.Jana Śniadeckiego

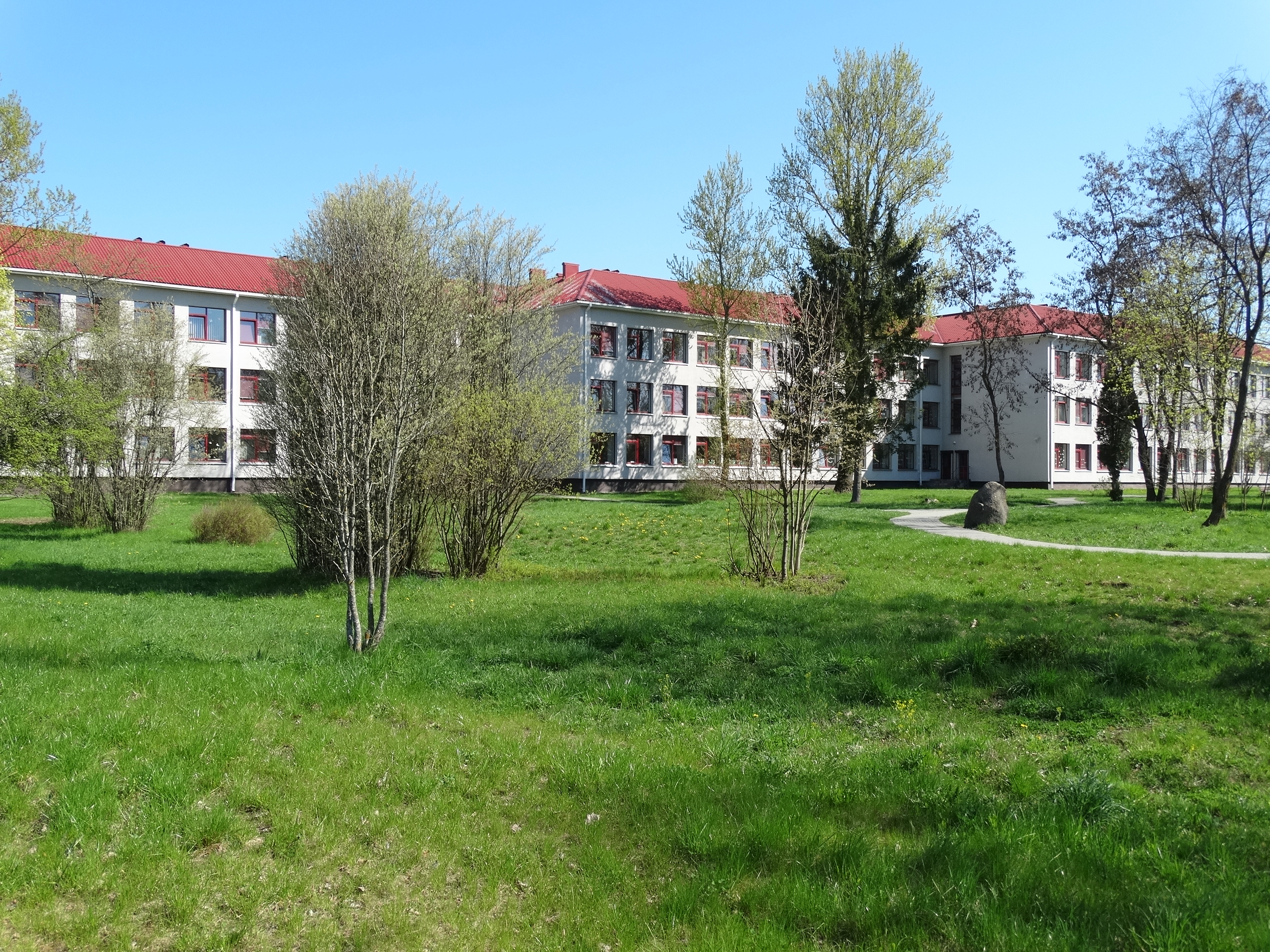
Polskie Gimnazjum im. Jana Śniadeckiego

Polskie Gimnazjum im. Jana Śniadeckiego w Solecznikach (dawniej Polska Szkoła Średnia im. J. Śniadeckiego) swoją historię wywodzi z prywatnej szkoły parafialnej, według źródeł archiwalnych założonej w 1862 r. W 1936 r. władze Wielkich Solecznik przeznaczyły teren o powierzchni 1 ha na budowę nowej szkoły, którą otwarto w październiku 1939 r. Nauczanie odbywało się w języku polskim. W 1950 r. była to szkoła siedmioletnia, później średnia. Uczniowie pobierali naukę w języku polskim, a jednocześnie uczyli się języka litewskiego i rosyjskiego.
6 marca 1971 szkoła otrzymała nowy budynek, nieźle jak na ówczesne czasy wyposażony. W owym czasie nauczanie odbywało się w języku polskim, litewskim i rosyjskim. Od roku 1983 w Solecznikach funkcjonują dwie szkoły, a do września 1997 r. – trzy, więc szkoła nr 1 została polską szkołą. W 1998 r. nadano jej imię Jana Śniadeckiego. Od 2009 r. szkołą kieruje Irena Wolska. Na stanowisku dyrektorów tej zasłużonej szkoły pracowali: J. Kuraczik (1934–1936), Bronisław Filipowicz (1936–1939), Maria Wojniusz (1939–1940), Kławdija Dmitrijewa (1945), Paweł Czepik (1945–1948), Nikołaj Blucow (1948–1950), Zigmas Papieczkis (1950–1951), Iraida Kuczina (1951–1952), Wiktor Żełobiński (1952–1954), Irena Bacojewa (1954–1956), Wiktor Paszkow (1956–1973), Arkadij Ancuto (1973–1979), Galina Sudnickaja (1979–1984), Danuta Jankowska (1984–1987), Stefan Dudojć (1987-2009)
W 2001 roku w szkole im. J. Śniadeckiego było 870 uczniów w wieku od 6 do 18 lat. Grono pedagogiczne liczyło 76 nauczycieli, spośród których 27 jest absolwentami tej szkoły. Szkoła odnosi sukcesy w konkursie „Najlepsza szkoła – najlepszy nauczyciel”. Istnieją tu sekcje sportowe, kółko komputerowe, astronomiczne, tańca towarzyskiego, pieśni religijnej „Cantare”, teatralne „Azyl”, teatrzyk kukiełkowy i inne. Uczniowie występują w szkolnym zespole pieśni i tańca „Solczanka” (kierownik Elwira Uczkuronis). Z inicjatywy młodzieży są wydawane gazetki: „Ekspres spod ławki szkolnej” i „Wesoły ul”. Działała także drużyna harcerska 7 SDH „Step”. Ponad 60% absolwentów dostaje się na wyższe uczelnie w kraju i poza jego granicami. Ponad 5 lat szkoła uczestniczy w międzynarodowym konkursie „Kangur Matematyczny”. W 2000 r. 67 uczniów nagrodzono dyplomami honorowymi.
W 2003 roku obok budynku szkoły zestawiono na powrót wiejską chatę rozebraną we wsi Maciucie koło Dziewieniszek. Stanowi ona początek zamierzonej zagrody etnograficznej. W 2005 roku szkoła przeszła certyfikację i otrzymała status Gimnazjum.

### Towarzystwo Gimnastyczne „Sokół”
W Solecznikach istnieje Towarzystwo Gimnastyczne „Sokół”, które w 2003 r. obchodziło 10-lecie odrodzenia działalności. Towarzystwo ma własny sztandar i zachowuje tradycje, dzięki czemu krzewi polskość w rejonie, w czym duża zasługa prezesa Michała Sienkiewicza. Inicjatorzy odrodzenia na Litwie Towarzystwa, podobnie jak i jego założyciele w dalekim 1905 roku, napotkali opór ze strony władzy. Kierujący rejonem solecznickim po rozwiązaniu Rady rejonowej urzędnicy nie wyrazili zgody na rejestrację „Sokoła”, motywując swą decyzję nacjonalistycznym charakterem organizacji. Wówczas zarejestrowano Towarzystwa przy Klubie Sportowym Polaków na Litwie „Polonia”. 22 listopada 1995 roku, TG „Sokół” zostało zarejestrowane jako samodzielna organizacja. Dziś są tu sekcje ringo i siatkówki.

## Miasta partnerskie
- Świdnik
- Łomża
- Lubliniec
- Nowe Miasto Lubawskie
- Łowicz
- Płońsk
- Żnin
- Połaniec
- Szczytno
- Wschowa
- Sokółka
- Kadzidło